# 曇摩難提
曇摩難提（IAST：Dharma-nandi），譯名法喜，兜佉勒（Tukhāra，即吐火羅國，位於巴克特里亞地區）人。曾闇誦出《增一阿含經》和《中阿含經》，由竺佛念譯為漢語，對中土《阿含經》的流佈具有貢獻。

## 生平
曇摩難提幼年離俗出家，聰慧早熟，精心研讀佛教經典，遍觀經、律、論三藏，能背誦《增一阿含經》《中阿含經》，博學多識，在國內很有名望。少年時就開始遊歷諸國。因為他認為弘揚佛法，應當於之前未聞佛法的地方，所以他穿過沙漠，遠遊他國。
在前秦苻堅建元年間，他到達了長安，協助僧伽跋澄出《鞞婆沙論》和《婆須蜜經》（《尊婆須蜜菩薩所集論》）。
由於當時中國尚未有《四阿含》的漢譯本，因此武威太守趙政（字文業）在建元二十年（384年）請求他出阿含經。當時慕容沖已經起兵反叛，攻打苻堅，關中地區人心惶惶。不過，趙政仍設法請道安廣集義學僧，由竺佛念傳譯，慧嵩筆受，出中阿含59卷增一阿含41卷，計100卷。
後來，姚萇進軍關中，難提因此辭歸西域。建初六年（391年），曇摩難提於安定城又出《王子法益壞目因緣經》，其後事跡不詳。

## 註腳
1. ↑  《出三藏記集》卷15：「佛念傳譯。慧嵩筆受。自夏迄春。綿歷二年方訖。具二阿鋡凡一百卷。」
〈僧伽羅剎經序〉記為中阿含60卷、增一阿含46卷，計106卷。
2. ↑  《高僧傳》：「請難提譯出《中》、《增一》二《阿含》，并先所出《毘曇心》、《三法度》等，凡一百六卷。佛念傳譯，慧嵩筆受，自夏迄春，綿涉兩載，文字方具。……昔安法師在關，請曇摩難提出《阿毘曇心》。其人未善晉言，頗多疑滯。後有罽賓沙門僧伽提婆，博識眾典，以晉太元十六年，來至潯陽。遠請重譯《阿毘曇心》及《三法度論》，於是二學乃興，并製序標宗，貽於學者」

（《出三藏記集》的「阿毘曇心序第十」於此事記載為：「釋和尚昔在關中，令鳩摩羅跋提出此經。其人不閑晉語，似偈本難譯，遂隱而不傳……及見提婆。乃知有此偈。」，則道安所謂「未善晉言者」應是指鳩摩羅跋提（Kumāra-buddhi），而非《高僧傳》所稱的曇摩難提。鳩摩羅跋提曾出《四阿鋡暮抄解》，即是三法度論之異譯，《阿毘曇抄》即是阿毘曇心之異譯。因此「先所出《毘曇心》、《三法度》」，是鳩摩羅跋提所翻，而非曇摩難提。）

## 外部連結
- 人名資料庫[永久]
- 丁福保佛學大辭典 （页面存档备份，存于）
- 佛光辭典 （页面存档备份，存于）